# Paragobiodon lacunicolus
Paragobiodon lacunicolus är en fiskart som först beskrevs av William Converse Kendall och Goldsborough, 1911.  Paragobiodon lacunicolus ingår i släktet Paragobiodon och familjen smörbultsfiskar. Inga underarter finns listade i Catalogue of Life.